# Petalolyma nigra
Petalolyma nigra är en insektsart som beskrevs av Yang 1984. Petalolyma nigra ingår i släktet Petalolyma och familjen spetsbladloppor. Inga underarter finns listade i Catalogue of Life.